# Leucania brantsii
Leucania brantsii är en fjärilsart som beskrevs av Pieter Cornelius Tobias Snellen 1872. Leucania brantsii ingår i släktet Leucania och familjen nattflyn. Inga underarter finns listade i Catalogue of Life.